# 대전 칠성당 지석묘군
칠성당 지석묘군(七星堂 支石墓群)은 대전광역시 유성구 교촌동에 있는 선사시대의 지석묘군이다. 1992년 7월 22일 대전광역시의 문화재자료 제32호로 지정되었다.

## 개요
지석묘는 청동기시대의 대표적인 무덤으로 고인돌이라고도 부르며, 주로 경제력이 있거나 정치권력을 가진 지배층의 무덤으로 알려져 있다.
우리나라의 고인돌은 4개의 받침돌을 세워 돌방을 만들고 그 위에 거대하고 평평한 덮개돌을 올려 놓은 탁자식과, 땅속에 돌방을 만들고 작은 받침돌을 세운 뒤 그 위에 덮개돌을 올린 바둑판식으로 구분된다.
대전 유성구 교촌동의 마을 뒷산에 있는 남방식 고인돌로 모두 7기가 밀집되어 있다. 이 고인돌은 작은 것은 길이 1m, 큰 것은 약 7m로 다양하며, 일부는 받침돌이 지상에 노출되어 있다.
옛날에 아기를 낳지 못한 한 여인이 북두칠성 모양을 한 7개의 바위들을 발견하고 백일 동안 하루도 빠지지 않고 아들 낳기를 빌어 얼마 후에 아들을 낳아 소원을 성취했다는 내용의 전설이 전해지고 있다. 이때부터 사람들은 바위들이 대단한 영험을 지니고 있다고 믿게 되었고, 칠성바위를 대상으로 제사를 지내며 마을의 무사태평과 안녕을 기원했다고 한다.
이 고인돌군은 반경 2∼3km 안에 있는 원내동과 대정동 일원의 고인돌들과 함께 대전 지역의 청동기시대 무덤 양식 및 생활 양상을 이해하는데 중요한 자료가 된다.

## 참고 자료
- 칠성당지석묘군 - 국가유산청 국가유산포털